# Hadena viriditincta
Hadena viriditincta är en fjärilsart som beskrevs av William Schaus 1903. Hadena viriditincta ingår i släktet Hadena och familjen nattflyn. Inga underarter finns listade i Catalogue of Life.